# Палецкий, Давыд Фёдорович
Князь Давыд Фёдорович Палецкий (ум. 1561) — русский военный и государственный деятель, московский дворянин, воевода и окольничий во время правления Ивана Грозного.
Рюрикович в XVIII колене, из рода удельных князей Палецких, шестой из семерых сыновей князя Фёдора Ивановича Меньшого. Братья — князья Фёдор, Андрей, Никита, Василий Большой Булатный, Василий Меньшой и Варган Фёдоровичи Палецкие.

## Биография
Службу начал ещё при Василии III Ивановиче. В разрядных списках князь Давыд Фёдорович Палецкий начинает упоминаться с 1532 года, когда из Чухломы был отправлен вторым воеводой передового полка в погоню за казанскими татарами.
В 1540 году находился на воеводстве в Костроме, упомянут вторым воеводой полка войск левой руки во время нашествия казанского царя. В 1541 году, четвёртый воевода в Костроме, в декабре, когда на Муром напал казанский хан Сафа Герай, князь Давыд Палецкий был сперва послан вторым воеводой сторожевого полка во Владимир, потом переведён в Муром, командовал Сторожевым полком, а потом направлен вторым воеводой в Шую. В июне 1543 года — третий воевода в Серпухове. В июне 1544 года — второй воевода в том же Серпухове, а потом второй воевода Сторожевого полка в Коломне.
Весной 1545 года князь Давыд Фёдорович Палецкий участвовал в походе русской рати на Казанское ханство. Посланный в судовой рати к Казани, участвовал в разгроме казанских татар и разорении ханства. В декабре 1547 года — второй воевода во Владимире, затем участвовал в походе царя Ивана Грозного на Казанское ханство. По дороге из Владимира в Нижний Новгород Д. Ф. Палецкий был переведен в передовой полк вторым воеводой вместо воеводы князя Василия Фёдоровича Лопатина-Помяса. Из Нижнего Новгорода был отправлен с тем же полком «к Казани с царем Шигалеем (Шах-Али)», чтобы возвести его на ханский престол.
В марте 1549 года отправлен с полком левой руки в Нижний Новгород «по казанским вестем, что Сафа-Кирея, царя казанского, в животе не стало». Осенью того же года, «з Дмитреева дни», прислан под Коломну вторым воеводой в передовой полк и упомянут третьим воеводой в Костроме.
В апреле 1550 года, «с Веръбнова воскресения», — второй воевода в Пронске. В том же году второй воевода передового полка сперва в Коломне, потом в Нижнем Новгороде, а в августе послан вторым воеводой для охранения от прихода крымцев в Рязанские места, за службы пожалован чином окольничего.
В 1551 году, в октябре написан в первую статью московских дворян, в ноябре послан третьим воеводой под Оршу, а в апреле 1552 года, во время второго казанского похода, князь Давыд Фёдорович Палецкий был вторым воеводой в полку правой руки охранял строившуюся напротив Казани крепость Свияжск. В мае 1552 года был послан с большим полком вторым воеводой «полем из Мурома … х Казани,…а итти им к Свияжскому городу». В полку правой руки участвовал в третьем походе русской армии под командованием царя Ивана Грозного на Казань. Во время осады столицы Казанского ханства участвовал во взятии татарского острога за Арским полем, города Арска и опустошением всей Арской стороны, в чине второго воеводы Сторожевого полка, возвратившись в Москву в сентябре с большими военными трофеями.
В мае 1553 года — второй воевода в Серпухове, в октябре был отправлен в сторожевом полку вторым воеводой под Коломну в связи с сообщением, полученным от К. Горлова и других русских пленников, бежавших из ногайского плена, о том, «Исмаил-мурза, Ахтотар мурза и иные мурзы Волгу перевезлися со многими людьми, а ждати им перелезши Волгу, Исупа князя; а Исупу князю с теми со всеми людьми быти на царевы и великого князя украины». Тогда же был отправлен из Коломны вторым воеводой войск правой руки в Каширу.
В 1554 году второй воевода в Кашире, в апреле князь Давыд Фёдорович Палецкий был отправлен на год третьим воеводой в Свияжск. «А каково будет дело, и на вылоске быть… князю Давыду Палецкому». В 1555 году вновь годовал третьим воеводой для вылазок в Свияжске.
В 1556 году, «с перваго срока», «з Благовещеньева дни», — второй воевода полка правой руки в Кашире, затем участвовал в царском походе к Коломне, где ожидали прихода крымских татар. В июле того же года — третий воевода в Серпухове, а потом в Тарусе.
В июле 1557 года князь Давыд Фёдорович Палецкий упоминался в свите царя Ивана Грозного среди окольничих во время похода к Коломне. В 1558 году встречал третьим на третьей встрече при представлении Государю царя Шихалея. В 1559 году второй воевода в Костроме.
В 1560 году по царскому указу князь Д. Ф. Палецкий ездил с наградными золотыми для русских воевод, взявших ливонский замок Алыст (Мариенбург).
В 1561 году окольничий князь Давыд Фёдорович Палецкий скончался, не оставив после себя потомства.